# Urbía
Las campas de Urbía, en euskera Urbia,  es una meseta situada  1.134 metros de altitud, a los pies de la sierra de Aizcorri, en la provincia de Guipúzcoa, España. Está rodeada de montes cuyas cumbres se sitúan entre los 1200 y los 1500 metros de altitud, entre ellos el Aquetegui que con sus  1.551 metros de altura es la cima más elevada del País Vasco, y el Aizcorri que es el monte que le da nombre a la sierra y la referencia popular del lugar. Forman parte del Parque natural de Aizcorri-Araz y pertenecen al municipio de Oñate y a la Parzonería Mayor de Guipúzcoa.

## Descripción
Las campas de Urbía, como popularmente se conoce el lugar, es una llanura verde que se extiende por las dehesas  de Oltza y Arbelar, es uno de los lugares utilizados en  verano para el pastoreo de ovejas y la cría caballar. Urbía está en el límite de Guipúzcoa con Álava, al norte se cierra con la sierra de Azkorri y la de Aloña y al sur con la sierra de Urkilla y a sus pies se encuentra el santuario de Aránzazu, donde se venera a la patrona de Guipúzcoa. Por el lado sureste, bajo la cumbre del Aitzkorri, se encuentra el paso de San Adrián, paso histórico entre la llanada alavesa y Guipúzcoa.
El entorno es de alto valor paisajístico que le da el estar a una altitud de 1.000 msnm rodeada de montañas de roca caliza que, en la otra vertiente, tiende a grandes desniveles, incluso abismales. El mantenimiento de la explotación ganadera tradicional completan el valor etnológico del entorno. 

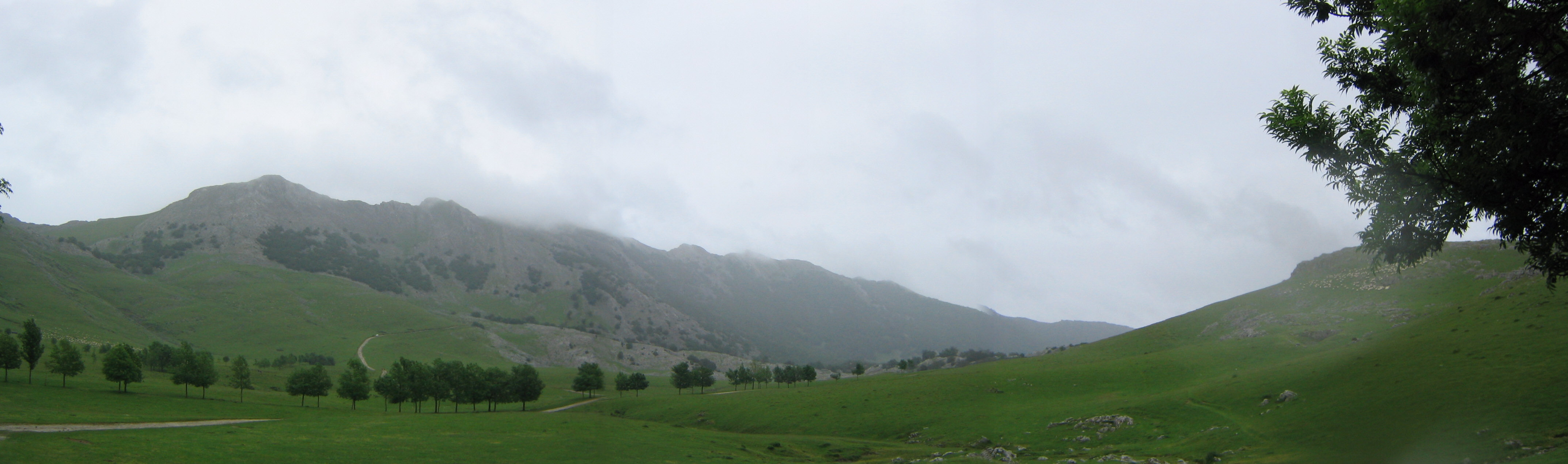
Campas de Urbía, al fondo la crestería del Aitzkorri

En las campas hay numerosas txabolas de pastores, viviendas de temporada que se utilizan en verano cuando se llevan los rebaños de ovejas a pastar allí, que se complementan con la ermita de Andra Mari  y una posada o venta. Ambos edificios fueron construidos en la década de 1920, la posada permanece abierta en verano y en periodo de Semana Santa y durante mucho tiempo, prestó servicio telefónico. El día 31 de julio, día de San Ignacio. se celebra en Urbía el día del montañero.
Además del Aquetegui y el Aizcorri  situados en el extremo noreste, Urbía se cierra por la parte oeste con los picos Enaitz, de 1.300 m s. n. m. y Zabalaitz de 1.264 m s. n. m. En este lugar, perteneciente a la cuenca del río Deva nace el arroyo llamado Urbía que se precipita hacia Aránzazu y a Oñate.
El acceso habitual es desde el santuario de Aránzazu, situado a 700 metros de altitud, por donde  no se tarda más de una hora o desde Cegama pasando por el Túnel de San Adrián, o paso de Lizarrate, en la Parzonería General de Guipúzcoa y Álava y siguiendo la calzada que lo cruza.
Los quesos elaborados por los  pastores locales son muy preciados. Entre los Saros tenemos a Pagobakoitza, Zoileku, Aitzgaizto, Lanbita, Laskaolatza, Perusaroi, Urdabide, Oltzipurdi y Pagomakur.

## Estación megalítica de Aizcorri
En el entorno de las campas de Urbía se extiende la estación megalítica de Aizcorri formada por nueve monumentos de megalíticos pertenecientes al periodo Paleolítico, Eneolítico y Edad del Bronce. Todos los monumentos están a una altitud superior a los 1000 m s. n. m. lo que hace que sea la más alta de Guipúzcoa. La estación megalítica está formada por cinco dólmenes, tres túmulos y un menhir.
El conjunto que fue declarado Bien Cultural Clasificado, con la categoría de Conjunto Monumental y debidamente protegido por el DECRETO 137/2003, de 24 de junio de 2003 por el gobierno vasco.
Dólmenes
- Dolmen de Aizkorritxo
- Dolmen de Artzanburu
- Dolmen de Gorostiaran Oeste
- Dolmen de Kalparmuñobarrena
- Dolmen de Pagobakoitza

Túmulos
- Túmulo de Gorostiaran Este
- Túmulo de Malla
- Túmulo de San Adrián

Menhir
- Menhir de Zorrotzarri

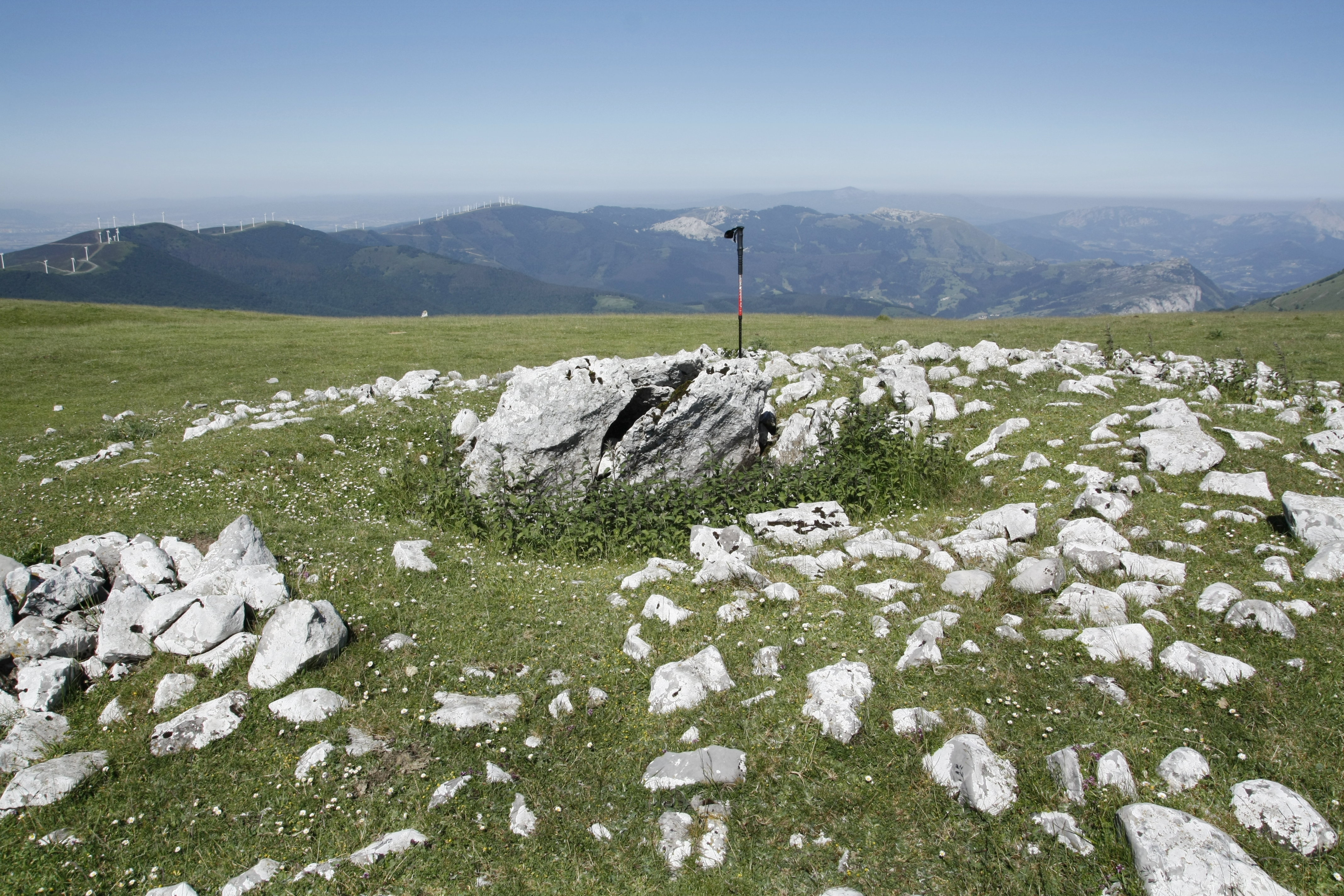
Dolme de Artzanburu

El menhir de Zorrotzarri se halla a los pies del monte Peruaitz a 1.178 me de altura. Es un bloque de piedra arenisca de  1,35 m de alto, 0,54 m de ancho y 0,60  m de espesor, hundido en el suelo 75 cm. Fue señalado en 1919 por José Miguel de Barandiarán.
- Wikimedia Commons alberga una categoría multimedia sobre Estación megalítica de Aizkorri..